# Bulgária nos Jogos Olímpicos de Verão de 1988
A Bulgária participou dos Jogos Olímpicos de Verão de 1988 em Seul, na Coreia do Sul. Conquistou dez medalhas de ouro, doze de prata e treze de bronze, somando trinta e cinco no total. Ficou na sétima posição no ranking geral.